# Xã Loquemont, Quận McLean, Bắc Dakota
Xã Loquemont (tiếng Anh: Loquemont Township) là một xã thuộc quận McLean, tiểu bang Bắc Dakota, Hoa Kỳ. Năm 2010, dân số của xã này là 62 người.